# Edgar Mrugalla
Edgar Mrugalla (1938-2016) est un peintre, graveur et faussaire d'art allemand.

## Biographie
Edgar Mrugalla naît en 1938 à Berlin.
Ayant écourté ses études, exerçant de nombreux petits métiers, autodidacte, Mrugalla se lance dans la brocante en 1957 à Berlin-Ouest. Il revend de nombreuses toiles provenant de l'Est mais à bas prix, et se rendant compte qu'il se fait avoir en retrouvant les peintures dans de grandes galeries ou maisons de vente, il commence à étudier l'histoire de l'art, les techniques des maîtres anciens et des peintres modernes. Vers 1968-1969, il obtient un certificat d'expert en tant que conservateur-restaurateur et en 1971, il rejoint un syndicat professionnel, le Bund Bildender Künstler (BBK) de Berlin, ce qui lui permet de revendre ses propres copies comme des originaux, étant donné qu'il les certifie lui-même comme authentiques. 
En 1974, Mrugalla propose à la vente 24 pastels d'Otto Mueller qu'il déclare avoir trouvé par hasard, engendrant la méfiance d'une partie du milieu du marché de l'art. Une perquisition dans sa boutique-atelier permet de confisquer les pastels qui sont déclarés faux, s'ensuit une procédure judiciaire qui va durer huit ans, se terminant par son acquittement. Sa réputation lourdement entachée, Mrugalla se fait plus discret.
En 1980, il déménage à la campagne, près de Nordhastedt et fabrique plus de 3 000 œuvres (huile, aquarelle, gravure) imitées d'artistes modernes très recherchés tels que Cézanne, Klimt, Picasso, Renoir, ou encore Van Gogh. Il écoule ses contrefaçons auprès d'un réseau de marchands douteux, mais aussi de galeristes renommés. En 1987, certains Picasso éveillent l'attention d'experts dont celle des héritiers du peintre ; les toiles sont saisies à la vente et détruites. Inculpé, Mrugalla est condamné à deux ans de prison et à trois ans d'interdiction d'exercer son métier,. 
Devenu célèbre, il expose ses copies dans le monde entier. Comparé aux Britanniques Tom Keating et Eric Hebborn, la presse le qualifie de « roi des faussaires ». Il devient collaborateur de justice, conseillant la brigade allemande de répression des fraudes.
En 1990, il ouvre une galerie à Büsum, exposant et vendant en toute légalité ses propres œuvres comme d'authentiques contrefaçons, donne des cours de peinture, puis publie chez Ullstein ses mémoires sous le titre König der Kunstfälscher. Meine Erinnerungen (1993). En 1997, Mrugalla, atteint de la maladie de Parkinson, se retire à Düsseldorf où il meurt en 2016.
L'affaire Mrugalla fait l'objet d'un documentaire en 2009 diffusé sur Arte dans le cadre d'une série.

## Exposition
- 2007 : ministère régional de l'Économie, Kiel[1].